# ATI Wonder
ATI Wonder — це одна із перших серій відеокарт, додаткових продуктів для IBM PC і сумісних комп'ютерів, представлених ATI Technologies в середині і наприкінці 1980-х років. Ці карти були унікальними на той час, оскільки вони пропонували кінцевому користувачеві значну цінність, об'єднавши підтримку кількох графічних стандартів (і моніторів) в одну карту. Серія VGA Wonder додала додаткову цінність завдяки включенню порту шини для миші, що зазвичай вимагає встановлення спеціального адаптера Microsoft Mouse.
Пізніше серія VGA Wonder об'єдналася з серією карт ATI Mach у 1990 році. Обидві карти ATI Graphics Ultra (VRAM) і ATI Graphics Vantage (DRAM) мали незалежні VGA Wonder ASIC на додаток до їхнього графічного процесора, сумісного з Mach8 8514. Пізніше Graphics Ultra була перейменована в VGA Wonder GT. У 1992 році їх наступна лінійка продуктів, Mach32, інтегрувала ядро VGA і співпроцесор в єдину мікросхему. На цьому етапі лінійку VGA Wonder було закінчено та замінено версією Mach32 на основі DRAM зі зниженою ціною, відомою як «ATI Graphics Wonder».

## Моделі

### MDA/CGA карти
Випущений: 1986
ATI Graphics Solution Rev 3
- Чипсет: ATI CW16800-A
- Підтримує: Hercules Graphics Card і розширені текстові режими 132x25 / 132x44 на монохромних TTL моніторах
- Перемикання між сумісністю CGA та Hercules здійснюється за допомогою доданої утиліти (VSET.EXE) і не вимагає перезавантаження
- Композитний відеовихід доступний через внутрішній 3-контактний роз'єм (не підтримує кольори, працює тільки в текстовому режимі 40x25 або графічному режимі 320x200)
- Порт: 8-розрядна шина PC/XT

ATI Color Emulation Card
- Підтримував принаймні CGA графічний вихід на монохромний монітор TTL

ATI Graphics Solution plus (1987)
- Чипсет: ATI CW16800-B
- Підтримує графічні режими CGA, Plantronics Colorplus CGA і Hercules Graphics Card
- Сумісний з дисплеями MDA, CGA (і, отже, також з дисплеями EGA), DIP-перемикач можна вибрати
- 64 Кб DRAM
- Порт: 8-розрядна шина PC/XT

Graphics Solution Plus SP
- Чипсет: ATI CW16800-B
- Додано послідовні/паралельні порти

Graphics Solution SR
- Чипсет: ATI CW16800-B
- Використовує статичну ОЗП

ATI Small Wonder Graphics Solution (1988)
- Чипсет: ATI 18700
- Також відомий як одночипове графічне рішення або просто GS-SC
- Одночипова версія Graphics Solution plus
- 64 Кб статичної ОЗП
- Композитний вихід

Graphics Solution Single Chip or GS-SC with Game (1988)
- Включає ігровий порт
- Відсутній зовнішній композитний відеороз'єм

### EGA карти
Випущений: 1987
ATI EGA Wonder (Березень 1987)
- Чипсет: ATI16899-0 + CHIPS P86C435
- Підтримує графічні режими CGA, Hercules mono і EGA
- Вирізана підтримка режиму plantronics/односторінкового режиму Hercules/композитного виводу
- Сумісний з дисплеями MDA, CGA та EGA (можна вибрати DIP-перемикач)
- Внутрішній композитний відеопорт для таких машин, як IBM 5155 Portable
- 256 Кб DRAM
- Порт: 8-розрядна шина PC/XT
- Оригінальна ціна розпродажу: 399 доларів США

ATI EGA Wonder 800
- Додана підтримка розширеного текстового та графічного режимів EGA (потрібен багатосинхронізований монітор)
- Додана підтримка 16-кольорових режимів VGA

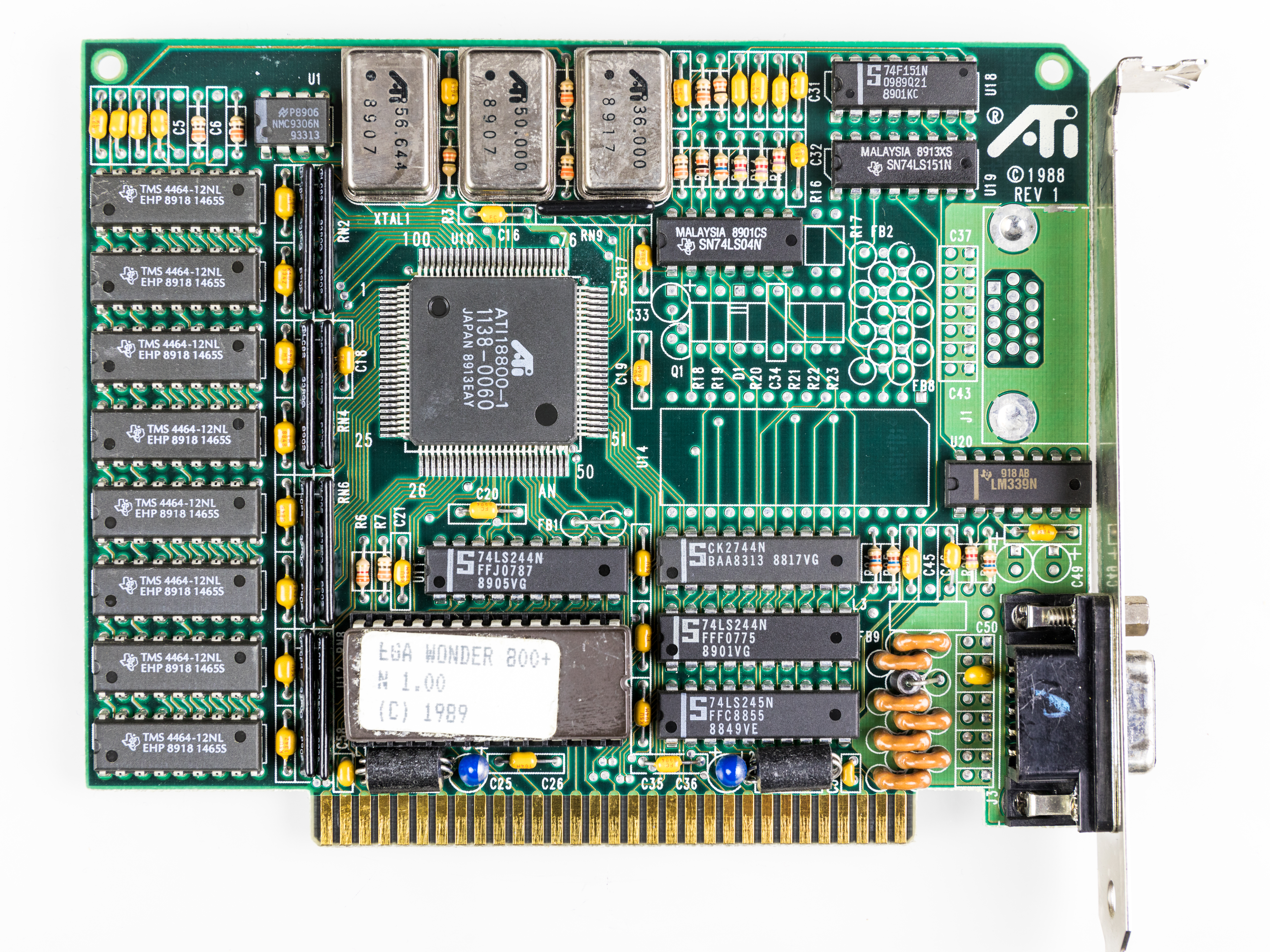
ATI EGA Wonder 800+
- Перероблений VGA Edge без аналогового порту VGA
- Чипсет: ATI 18800
- Може автоматично визначати тип підключеного монітора (DIP-перемикачі більше відсутні)

### VGA карти
Випущений: 1987
ATI VIP or VGA Improved Performance (1987)
- Чипсет: ATI16899-0 + CHIPS P82C441
- Підтримує графіку CGA, Hercules mono, EGA та VGA з автоматичним перемиканням режимів Softsense
- Сумісний з дисплеями MDA, CGA, EGA і VGA (можна вибрати через DIP-перемикач)
- 9-контактний TTL і 15-контактні аналогові роз'єми
- 256 Кб DRAM
- Порт: 8-розрядна шина PC/XT
- Оригінальна рекомендована розцінка: 449 доларів США (99 доларів США за модуль розширення для Compaq)

ATI VGA Wonder (1988)
- Чипсет: ATI 18800
- Додано підтримку графічних режимів SVGA
- Додано підтримку автоматичного визначення монітора (конфігурація без перемикання)
- Використовує вбудовану EEPROM для зберігання інформації про конфігурацію
- 256 Кб або 512 Кб DRAM
- Порт: 8-розрядна шина PC/XT

ATI VGA Edge 8
- VGA Wonder зі зниженою вартістю
- 256 КБ DRAM

ATI VGA Wonder 16 (1988)

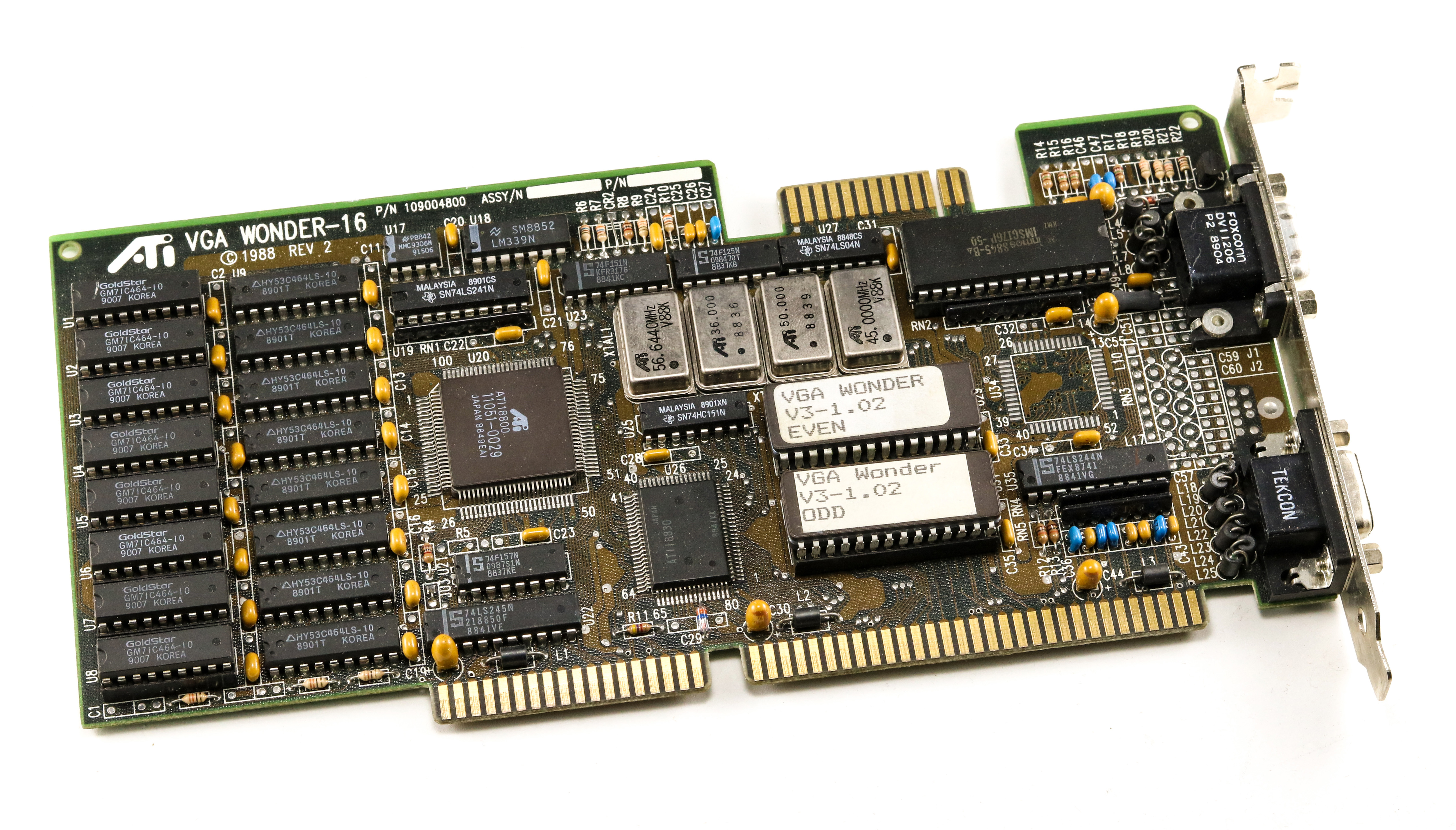
ATI VGA Wonder 16

- Підвищення швидкості завдяки ширшій шині
- Роз'єм шини для миші
- 256 Кб або 512 Кб DRAM
- Порт: 16-розрядна шина PC/AT (ISA), присутня 8-розрядна сумістніть
- Оригінальна рекомендована розцінка: $499 або $699 відповідно

ATI VGA Edge-16
- VGA Wonder 16 зі зниженою вартістю
- Відсутній роз'єм шини для миші та цифрового TTL-виходу
- 256 Кб DRAM (без розширення до 512 Кб)

ATI VGA Wonder+ (1990)
- Чипсет: ATI 28800-2, -4 або -5

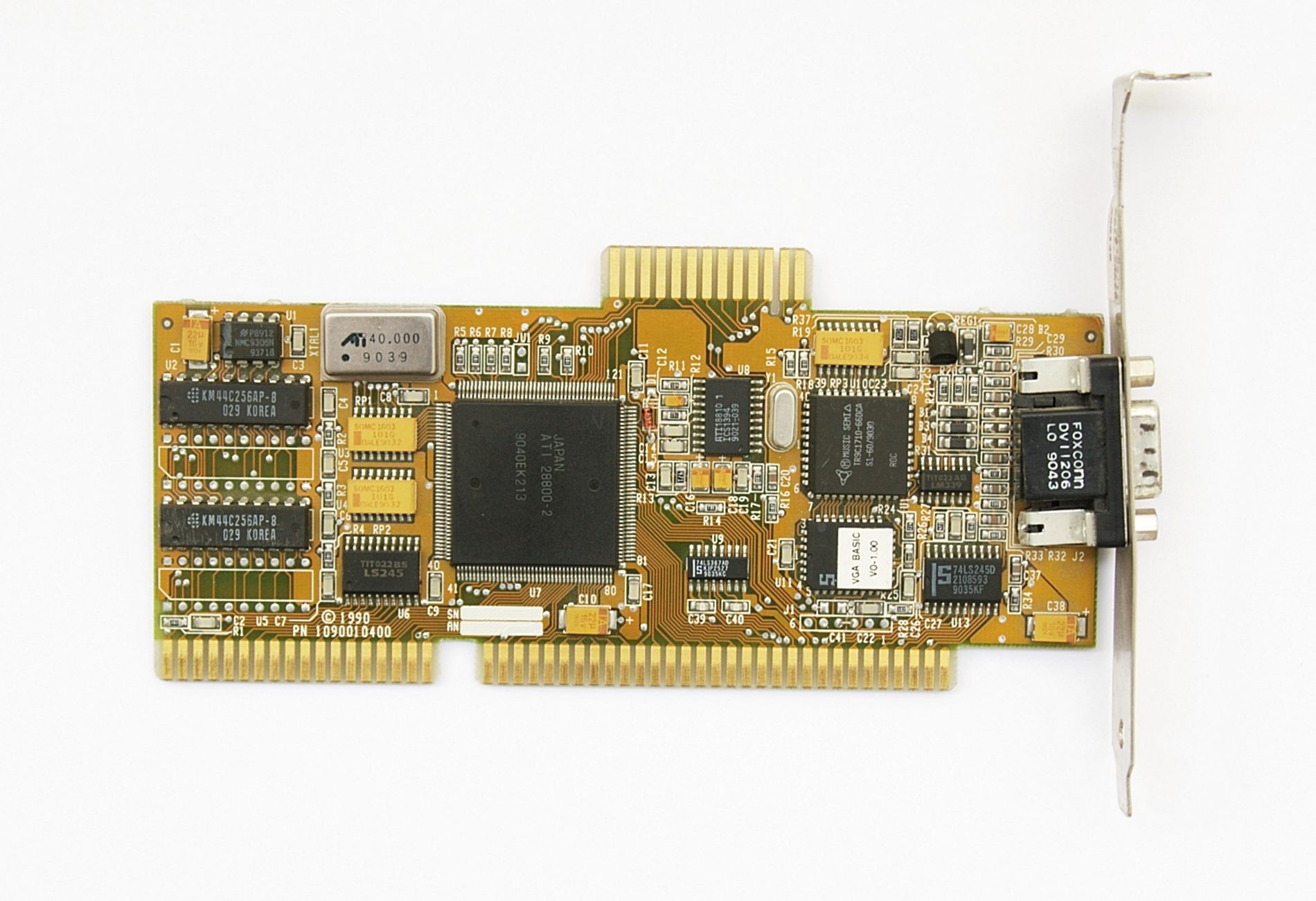
ATI VGA Wonder+

- Заснований на новому чипсеті, який за даними виробника, пропонує продуктивність, конкурентно-спроможну з картами на основі VRAM
- Доступ до пам'яті в режимі двох сторінок
- Динамічне перемежування CPU/CRT
- 256 КБ або 512 КБ DRAM

ATI VGA Integra (1990)
- Версія зі зниженою ціною на основі нової ASIC ATI 28800
- Відсутня роз'єм шини для миші
- Використовує набагато меншу друковану плату з BIOS і RAMDAC для поверхневого монтажу
- Підтримує графіку SVGA з частотою оновлення 72 Гц
- 512 КБ DRAM

ATI VGA Basic-16 (1990)
- Компонування друкованої плати подібне до VGA Integra, але з використанням дешевшого RAMDAC
- Підтримує лише основні режими VGA 60 Гц стандарту IBM VGA з 1987 року
- 256 КБ DRAM (не розширювана)

ATI VGA Charger (1991)
- Подібний до VGA Basic-16, але можна збільшити пам'ять до 512 КБ

ATI VGA Wonder XL (Травень 1991)
- Sierra RAMDAC додає підтримку 15-бітового кольору в 640x480@72 Гц, 800x600@60 Гц
- Підтримує частоту вертикального оновлення без мерехтіння 72 Гц
- 256 КБ, 512 КБ або 1 МБ DRAM
- Оригінальна рекомендована розцінка: $229, $349, $399 відповідно

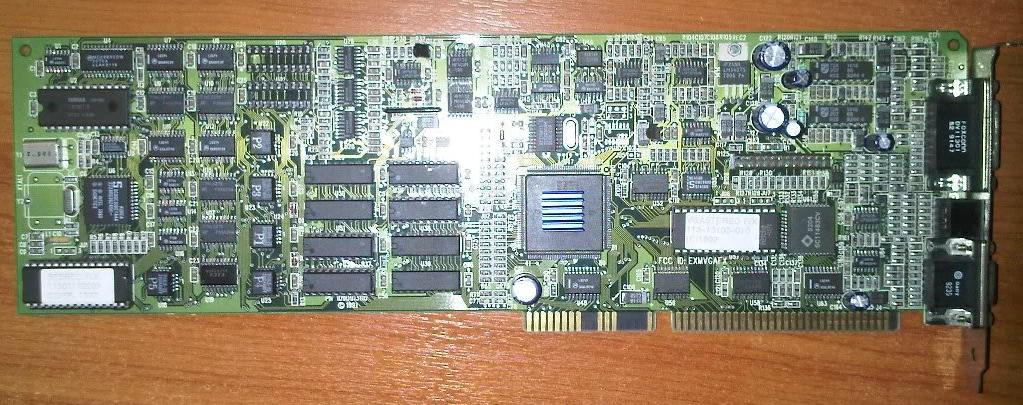
ATI VGA Stereo·F/X
- Чипсет: ATI 28800
- Поєднує VGA Wonder XL із Sound Blaster 1.5
- Характеризується «підробленим» стереозвуком
- 512 КБ або 1 МБ DRAM

ATI VGA Wonder XL24 (1992)
- Містить RAMDAC Brooktree Bt481KPJ85, який додає підтримку режимів high та true color
- 512 КБ або 1 МБ DRAM

ATI VGA Wonder 1024
- Серія OEM-версій кількох моделей VGA Wonder зі зниженою вартістю
- Зазвичай відсутній роз'єм шини миші та/або цифрового TTL-виходу